# 通商航空サービス
通商航空サービス（つうしょうこうくうサービス）株式会社は、日本の旅行会社。

## 企業概要
- 住所：東京都港区浜松町2丁目6-2 浜松町262ビル
- 設立：1979年4月2日
- 資本金：3千万円
- 業種：旅行業
- 登録番号：観光庁長官登録旅行業第527号
- IATA公認代理店
- 系列：TOPPANトラベルサービス株式会社
- 取引先：みずほフィナンシャルグループ各社（指定旅行代理店）